# USS New Mexico (SSN-779)
O USS New Mexico é um submarino nuclear de ataque operado pela Marinha dos Estados Unidos e a sexta embarcação da Classe Virginia. Sua construção começou em abril de 2008 nos estaleiros da Newport News Shipbuilding na Virgínia e foi lançado ao mar em janeiro de 2009, sendo comissionado na frota norte-americana em março do ano seguinte. É armado com doze lançadores verticais de mísseis e quatro tubos de torpedo de 533 milímetros, tem um deslocamento submerso de quase oito mil toneladas e alcança uma velocidade máxima de 32 nós submerso.